# Aeropuerto Internacional de Nashville
El Aeropuerto Internacional de Nashville (IATA: BNA, OACI: KBNA, FAA LID: BNA) es un aeropuerto de servicio público y militar, ubicado en el sureste de Nashville, en el estado de Tennessee, en el sureste de Estados Unidos. Este está incluido en el Plan Nacional de Sistemas de Integración Aeroportuaria (National Plan of Integrated Airport Systems, NPIAS, en inglés) para el período 2011-2015, cual fue categorizado como aeropuerto de servicio comercial y primario (más de 10,000 vuelos aterrizan y despegan de este aeropuerto).

## Historia y capacidad
El aeropuerto fue construido en 1937, bajo el nombre de Berry Field, el nombre original del aeropuerto. De ahí proviene los códigos IATA y OACI. La terminal fue construida en 1987 y el aeropuerto cambió su nombre al actual en 1988. En 2022, ocupó la cuarta posición entre los aeropuertos de los EE. UU. donde más armas de fuego fueron decomisadas.
El aeropuerto tiene 4 pistas de aterrizaje. La más larga de todas es la 13/31, con 3,363 metros (11,030 pies), con capacidad adecuada para recibir a todas las aeronaves en servicio, en 2014.
El complejo de la terminal aérea incluye una terminal de 93,000 metros cuadrados con 47 puertas de embarque y 78 posiciones para estacionamiento de aeronaves. El aeropuerto, en 2014, esta en el puesto 33 del rank de aeropuertos con más tráfico de pasajeros en Estados Unidos, con 11,627,239 pasajeros en ese año.

## Instalaciones
El aeropuerto de Nashville tiene 4 pistas de aterrizaje.
| Pista  | Longitud (pies) | Longitud (m) | Ancho (pies) | Ancho (m) | Notas                                                            |
| ------ | --------------- | ------------ | ------------ | --------- | ---------------------------------------------------------------- |
| 2L/20R | 7,703           | 2,348        | 150          | 46        | Sistema de Aterrizaje Instrumental (ILS) equipado                |
| 2C/20C | 8,001           | 2,439        | 150          | 46        | Sistema de Aterrizaje Instrumental (ILS) equipado                |
| 2R/20L | 8,000           | 2,438        | 150          | 46        | Sistema de Aterrizaje Instrumental (ILS) equipado                |
| 13/31  | 11,030          | 3,362        | 150          | 46        | Sistema de Aterrizaje Instrumental (ILS) equipado en la pista 31 |

## Aerolíneas y destinos

### Pasajeros
| Aerolíneas               | Destinos |
| ------------------------ | --- |
| Aer Lingus               | Dublín |
| Air Canada               | Toronto–Pearson Estacional: Vancouver |
| Air Canada Express       | Estacional: Montreal–Trudeau |
| Alaska Airlines          | Portland (OR), Seattle/Tacoma |
| Allegiant Air            | Allentown, Appleton, Chicago/Rockford, Des Moines, Fargo, Fayetteville/Bentonville, Flint, Grand Rapids, Gulf Shores (inicia el 21 de noviembre de 2025), Harrisburg, Orlando/Sanford, Peoria, Pittsburgh, Providence, Provo, Punta Gorda (FL), Richmond, San Petersburgo/Clearwater, Sarasota, Savannah, Sioux Falls, Siracusa Estacional: Albany, Destin/Fort Walton Beach, Fort Lauderdale, Shreveport |
| American Airlines        | Charlotte, Dallas/Fort Worth, Filadelfia, Los Ángeles, Miami, Phoenix–Sky Harbor Estacional: Cancún, Chicago–O'Hare, Punta Cana (inicia el 6 de diciembre de 2025), Washington–National |
| American Eagle           | Charlotte, Chicago–O'Hare, Dallas/Fort Worth, Filadelfia, Miami, Nueva York–JFK, Nueva York–LaGuardia, Raleigh/Durham, Tampa, Washington–National |
| Avelo Airlines           | Lakeland, New Haven, Rochester (NY), Wilmington (NC) Estacional: Wilmington (DE) |
| British Airways          | Londres–Heathrow |
| Contour Airlines         | Tupelo (MS) |
| Delta Air Lines          | Atlanta, Boston, Detroit, Los Ángeles, Mineápolis/St. Paul, Salt Lake City, Seattle/Tacoma Estacional: Cancún (inicia el 20 de diciembre de 2025), Nueva York–LaGuardia |
| Delta Connection         | Austin, Boston, Nueva York–JFK, Nueva York–LaGuardia, Raleigh/Durham, Washington–National Estacional: Orlando (inicia el 20 de diciembre de 2025) |
| Frontier Airlines        | Chicago-O'Hare, Cleveland, Denver, Filadelfia, Orlando, Phoenix–Sky Harbor |
| Icelandair               | Estacional: Reikiavik–Keflavík |
| JetBlue Airways          | Boston, Nueva York–JFK |
| Southern Airways Express | Jonesboro |
| Southwest Airlines       | Albany, Albuquerque, Atlanta, Austin, Baltimore, Birmingham (AL), Boston, Burbank, Cancún, Charleston (SC), Charlotte, Chicago–Midway, Chicago–O'Hare, Cincinnati, Cleveland, Columbus–Glenn, Dallas–Love, Denver, Destin/Fort Walton Beach, Detroit, Filadelfia, Fort Lauderdale, Fort Myers, Greenville/Spartanburg, Hartford, Houston–Hobby, Indianápolis, Jackson (MS), Jacksonville (FL), Kansas City, Knoxville (inicia el 5 de marzo de 2026), Las Vegas, Little Rock (inicia el 5 de marzo de 2026), Long Beach, Los Ángeles, Louisville, Memphis, Miami, Milwaukee, Mineápolis/St. Paul, Montego Bay (inicia el 7 de marzo de 2026), Myrtle Beach, Norfolk, Nueva Orleans, Nueva York–LaGuardia, Oakland, Oklahoma City, Omaha, Ontario (CA), Orlando, Panama City (FL), Pensacola, Phoenix–Sky Harbor, Pittsburgh, Providence, Punta Cana, Raleigh/Durham, Richmond, Sacramento, Salt Lake City, San Antonio, San Diego, San Francisco, San José (CA), San José (CR) (inicia el 7 de marzo de 2026), San José del Cabo, San Juan, San Luis, Sarasota, Savannah, Tampa, Tulsa, Washington-Dulles (inicia el 10 de noviembre de 2025), Washington–National, West Palm Beach Estacional: Bozeman, Búfalo, Grand Rapids, Hayden/Steamboat Springs, Montrose (inicia el 7 de marzo de 2026), Orange County, Portland (ME), Portland (OR), Seattle/Tacoma |
| Spirit Airlines          | Baltimore, Boston, Charlotte, Chicago–O'Hare, Cleveland, Detroit, Filadelfia, Fort Lauderdale, Hartford, Houston–Intercontinental, Kansas City, Las Vegas, Los Ángeles, Miami, Milwaukee, Myrtle Beach, Newark, Nueva Orleans, Orlando, Raleigh/Durham (inicia el 4 de septiembre de 2025), San Antonio, Savannah (inicia el 9 de octubre de 2025) Estacional: Columbus–Glenn, Fort Myers, Pensacola |
| Sun Country Airlines     | Mineápolis/St. Paul Estacional: Las Vegas, Los Ángeles |
| United Airlines          | Chicago–O'Hare, Denver, Houston–Intercontinental, Newark, San Francisco, Washington–Dulles |
| United Express           | Chicago–O'Hare, Houston–Intercontinental |
| Viva                     | Estacional: Cancún |
| WestJet                  | Estacional: Calgary, Edmonton, Toronto–Pearson, Vancouver, Winnipeg |

### Carga
| Aerolíneas    | Destinos                                                                   |
| ------------- | -------------------------------------------------------------------------- |
| Amazon Air    | Cincinnati, Fort Worth/Alliance, Riverside/March Air Base, Wilmington (OH) |
| Atlas Air     | Anchorage                                                                  |
| DHL Aviation  | Cincinnati, Memphis, Miami                                                 |
| FedEx Express | Columbus–Rickenbacker, Greensboro, Indianápolis, Memphis, Newark, Richmond |

### Destinos internacionales
Se ofrece servicio a 15 destinos internacionales (6 estacionales), a cargo de 10 aerolíneas.
| Ciudades por países                                          | Nombre del aeropuerto                               | Aerolíneas |              |              |              |
| Norteamérica                                                 | Norteamérica                                        | Norteamérica | Norteamérica | Norteamérica | Norteamérica |
| ------------------------------------------------------------ | --------------------------------------------------- | --- | ------------ | ------------ | ------------ |
| Canadá (6 destinos [5 estacionales], 3 aerolíneas)           |                                                     | |              |              |              |
| Calgary                                                      | Aeropuerto Internacional de Calgary                 | WestJet (Estacional) |              |              |              |
| Edmonton                                                     | Aeropuerto Internacional de Edmonton                | WestJet (Estacional) |              |              |              |
| Montreal                                                     | Aeropuerto Internacional Pierre Elliott Trudeau     | Air Canada Express (Estacional) |              |              |              |
| Toronto                                                      | Aeropuerto Internacional Toronto Pearson            | Air Canada / WestJet (Estacional) |              |              |              |
| Vancouver                                                    | Aeropuerto Internacional de Vancouver               | Air Canada (Estacional) / WestJet (Estacional)                                                                                             |              |              |              |
| Winnipeg                                                     | Aeropuerto Internacional James Armstrong Richardson | WestJet (Estacional) |              |              |              |
| México (2 destinos, 4 aerolíneas)                            |                                                     | |              |              |              |
| Cancún                                                       | Aeropuerto Internacional de Cancún                  | American Airlines (Estacional) / Delta Air Lines (Estacional) (inicia el 20 de diciembre de 2025) / Southwest Airlines / Viva (Estacional) |              |              |              |
| San José del Cabo                                            | Aeropuerto Internacional de Los Cabos               | Southwest Airlines |              |              |              |
| Centroamérica y El Caribe                                    |                                                     | |              |              |              |
| Costa Rica (1 destino, 1 aerolínea)                          |                                                     | |              |              |              |
| San José                                                     | Aeropuerto Internacional Juan Santamaría            | Southwest Airlines (inicia el 7 de marzo de 2026)                                                                                          |              |              |              |
| Jamaica (1 destino, 1 aerolínea)                             |                                                     | |              |              |              |
| Montego Bay                                                  | Aeropuerto Internacional Sir Donald Sangster        | Southwest Airlines (inicia el 7 de marzo de 2026)                                                                                          |              |              |              |
| Puerto Rico (1 destino, 1 aerolínea)                         |                                                     | |              |              |              |
| San Juan                                                     | Aeropuerto Internacional Luis Muñoz Marín           | Southwest Airlines |              |              |              |
| República Dominicana (1 destino, 2 aerolíneas)               |                                                     | |              |              |              |
| Punta Cana                                                   | Aeropuerto Internacional de Punta Cana              | American Airlines (Estacional) (inicia el 6 de diciembre de 2025) / Southwest Airlines                                                     |              |              |              |
| Europa                                                       |                                                     | |              |              |              |
| Irlanda (1 destino, 1 aerolínea)                             |                                                     | |              |              |              |
| Dublín                                                       | Aeropuerto de Dublín                                | Aer Lingus |              |              |              |
| Islandia (1 destino [estacional], 1 aerolínea)               |                                                     | |              |              |              |
| Reikiavik                                                    | Aeropuerto Internacional de Keflavík                | Icelandair (Estacional) |              |              |              |
| Reino Unido (1 destino, 1 aerolínea)                         |                                                     | |              |              |              |
| Londres                                                      | Aeropuerto de Londres-Heathrow                      | British Airways |              |              |              |
| Total: 15 destinos (6 estacionales), 9 países, 10 aerolíneas |                                                     | |              |              |              |

## Estadísticas

### Rutas más transitadas
| Puesto | Ciudad                        | Pasajeros | Aerolíneas                                                                                                |
| ------ | ----------------------------- | --------- | --- |
| 1      | Denver, Colorado              | 549,000   | Frontier Airlines, Southwest Airlines, United Airlines, United Express                                    |
| 2      | Atlanta, Georgia              | 505,000   | Delta Air Lines, Southwest Airlines                                                                       |
| 3      | Dallas, Texas                 | 492,000   | American Airlines, American Eagle                                                                         |
| 4      | Nueva York, Nueva York        | 421,000   | American Airlines, American Eagle, Delta Air Lines, Delta Connection, Southwest Airlines, Spirit Airlines |
| 5      | Chicago, Illinois             | 394,000   | American Airlines, American Eagle, Southwest Airlines, United Airlines, United Express                    |
| 6      | Charlotte, Carolina del Norte | 391,000   | American Airlines, American Eagle, Southwest Airlines                                                     |
| 7      | Orlando, Florida              | 390,000   | Frontier Airlines, Southwest Airlines, Spirit Airlines                                                    |
| 8      | Filadelfia, Pensilvania       | 331,000   | American Airlines, American Eagle, Frontier Airlines, Southwest Airlines, Spirit Airlines                 |
| 9      | Boston, Massachusetts         | 318,000   | Delta Air Lines, Delta Connection, JetBlue Airways, Southwest Airlines, Spirit Airlines                   |
| 10     | Los Ángeles, California       | 311,000   | American Airlines, Delta Air Lines, Southwest Airlines, Spirit Airlines, Sun Country Airlines             |

| Número | Ciudad               | Pasajeros | Aerolínea                                   |
| ------ | -------------------- | --------- | ------------------------------------------- |
| 1      | Toronto, Canadá      | 182,547   | Air Canada, Flair Airlines, WestJet         |
| 2      | Londres, Reino Unido | 121,797   | British Airways                             |
| 3      | Calgary, Canadá      | 58,100    | WestJet                                     |
| 4      | Cancún, México       | 42,133    | American Airlines, Southwest Airlines, Viva |
| 5      | Vancouver, Canadá    | 13,001    | WestJet                                     |
| 6      | Montreal, Canadá     | 12,029    | Air Canada Express                          |
| 7      | Edmonton, Canadá     | 11,054    | WestJet                                     |

### Tráfico anual
| Año  | Pasajeros | Año  | Pasajeros  | Año  | Pasajeros  |
| ---- | --------- | ---- | ---------- | ---- | ---------- |
| 2002 | 8,041,020 | 2012 | 9,834,627  | 2022 | 20,012,685 |
| 2003 | 7,981,178 | 2013 | 10,351,709 | 2023 | 22,877,671 |
| 2004 | 8,666,724 | 2014 | 11,039,634 | 2024 | 24,593,324 |
| 2005 | 9,232,541 | 2015 | 11,673,633 | 2025 |            |
| 2006 | 9,663,386 | 2016 | 12,979,803 | 2026 |            |
| 2007 | 9,876,524 | 2017 | 14,134,448 | 2027 |            |
| 2008 | 9,396,043 | 2018 | 15,996,194 | 2028 |            |
| 2009 | 8,936,860 | 2019 | 18,273,434 | 2029 |            |
| 2010 | 8,338,980 | 2020 | 7,673,571  | 2030 |            |
| 2011 | 8,836,633 | 2021 | 15,516,601 | 2031 |            |

## Aeropuertos cercanos
Los aeropuertos más cercanos son:
- Aeropuerto Internacional de Huntsville (165km)
- Aeropuerto Regional de Northwest (175km)
- Aeropuerto Metropolitano de Chattanooga (180km)
- Aeropuerto Regional de Owensboro–Daviess County (184km)
- Aeropuerto Internacional de Jackson-Evers (209km)